# Tallon Griekspoor
Tallon Griekspoor (* 2. Juli 1996 in Haarlem) ist ein niederländischer Tennisspieler.

## Karriere
Tallon Griekspoor begann im Alter von sieben Jahren mit dem Tennisspielen. Seine älteren Zwillingsbrüder Kevin und Scott spielen ebenfalls Tennis, liegen in der Weltrangliste jedoch deutlich hinter ihm. Griekspoor spielte lange hauptsächlich auf der Future- und auf der Challenger-Tour. Er konnte fünf Einzel- und sieben Doppeltitel auf der Future Tour gewinnen.
Sein Debüt auf der ATP World Tour gab Griekspoor im Februar 2017 in Rotterdam. Im Einzel erhielt er eine Wildcard und traf in der ersten Runde auf Gilles Müller, dem er sich mit 3:6, 2:6 geschlagen geben musste. Mit seinem Partner Niels Lootsma schaffte er die Qualifikation für das Doppelfeld. Dort verlor er gegen die an Nummer 2 gesetzten Spanier Feliciano und Marc López.
Im Juli 2018 gewann er in Tampere seinen ersten Titel auf der Challenger Tour. Er zog ohne Satzverlust ins Finale ein, das er in drei Sätzen gegen Juan Ignacio Londero für sich entschied. Durch diesen Erfolg schaffte er das erste Mal den Sprung in die Top 200.
2019 debütierte er für die niederländische Davis-Cup-Mannschaft.
2020 gelang Griekspoor bei den Australian Open zum ersten Mal die Qualifikation für ein Grand-Slam-Turnier.
Im Jahr 2021 gewann Tallon Griekspoor innerhalb einer Saison insgesamt acht Challenger-Turniere. Damit überbot er den bisherigen Rekord von sechs gewonnenen Turnieren in einer Saison. Dabei gewann er im Oktober und November 2021 fünf Turniere in Folge. Zudem schaffte er in diesem Jahr erstmals die Qualifikation für Wimbledon sowie die US Open, bei welchen er gegen Jan-Lennard Struff seinen ersten Matchgewinn bei einem Grand-Slam-Turnier erreichte. Dank dieser Erfolge konnte Griekspoor erstmals in seiner Karriere in die Top 100 der Weltrangliste einziehen.

## Erfolge
| Legende (Anzahl der Siege)            |
| Grand Slam                            |
| ATP Finals Next Generation ATP Finals |
| ATP Tour Masters 1000                 |
| ATP Tour 500 (1)                      |
| ATP Tour 250 (4)                      |
| ATP Challenger Tour (11)              |

| ATP-Titel nach Belag |
| Hartplatz (3)        |
| Sand (0)             |
| Rasen (2)            |

### Einzel

#### Turniersiege

##### ATP Tour
| Nr. | Datum          | Turnier          | Belag     | Finalgegner     | Ergebnis        |
| --- | -------------- | ---------------- | --------- | --------------- | --------------- |
| 1.  | 7. Januar 2023 | Pune             | Hartplatz | Benjamin Bonzi  | 4:6, 7:5, 6:3   |
| 2.  | 18. Juni 2023  | ’s-Hertogenbosch | Rasen     | Jordan Thompson | 6:74, 7:63, 6:3 |
| 3.  | 28. Juni 2025  | Mallorca         | Rasen     | Corentin Moutet | 7:5, 7:63       |

##### ATP Challenger Tour
| Nr. | Datum              | Turnier        | Belag         | Finalgegner             | Ergebnis      |
| --- | ------------------ | -------------- | ------------- | ----------------------- | ------------- |
| 1.  | 29. Juli 2018      | Tampere        | Sand          | Juan Ignacio Londero    | 6:3, 2:6, 6:3 |
| 2.  | 15. September 2019 | Banja Luka     | Sand          | Sumit Nagal             | 6:2, 6:3      |
| 3.  | 9. Mai 2021        | Prag           | Sand          | Oscar Otte              | 5:7, 6:4, 6:4 |
| 4.  | 13. Juni 2021      | Bratislava II  | Sand          | Sebastián Báez          | 7:66, 6:3     |
| 5.  | 18. Juli 2021      | Amersfoort (1) | Sand          | Botic van de Zandschulp | 6:1, 3:6, 6:1 |
| 6.  | 3. Oktober 2021    | Murcia         | Sand          | Roberto Carballés Baena | 3:6, 7:5, 6:3 |
| 7.  | 10. Oktober 2021   | Neapel (1)     | Sand          | Andrea Pellegrino       | 6:3, 6:2      |
| 8.  | 17. Oktober 2021   | Neapel (2)     | Sand          | Alexander Ritschard     | 6:3, 6:2      |
| 9.  | 7. November 2021   | Teneriffa      | Hartplatz     | Feliciano López         | 6:4, 6:4      |
| 10. | 14. November 2021  | Bratislava     | Hartplatz (i) | Zsombor Piros           | 6:3, 6:2      |
| 11. | 17. Juli 2022      | Amersfoort (2) | Sand          | Roberto Carballés Baena | 6:1, 6:2      |

#### Finalteilnahmen
| Nr. | Datum          | Turnier    | Belag     | Finalgegner     | Ergebnis   |
| --- | -------------- | ---------- | --------- | --------------- | ---------- |
| 1.  | 6. August 2023 | Washington | Hartplatz | Daniel Evans    | 5:7, 3:6   |
| 2.  | 6. April 2025  | Marrakesch | Sand      | Luciano Darderi | 6:73, 6:74 |

### Doppel

#### Turniersiege
| Nr. | Datum            | Turnier   | Belag         | Partner                 | Finalgegner                    | Ergebnis         |
| --- | ---------------- | --------- | ------------- | ----------------------- | ------------------------------ | ---------------- |
| 1.  | 23. Oktober 2022 | Antwerpen | Hartplatz (i) | Botic van de Zandschulp | Rohan Bopanna Matwé Middelkoop | 3:6, 6:3, [10:5] |
| 2.  | 2. März 2024     | Dubai     | Hartplatz     | Jan-Lennard Struff      | Ivan Dodig Austin Krajicek     | 6:4, 4:6, [10:6] |

#### Finalteilnahmen
| Nr. | Datum           | Turnier     | Belag         | Partner      | Finalgegner                         | Ergebnis          |
| --- | --------------- | ----------- | ------------- | ------------ | ----------------------------------- | ----------------- |
| 1.  | 2. Februar 2025 | Montpellier | Hartplatz (i) | Bart Stevens | Robin Haase Botic van de Zandschulp | 7:69, 3:6, [5:10] |

## Abschneiden bei Grand-Slam-Turnieren

### Einzel
| Turnier         | 2018 | 2019 | 2020 | 2021 | 2022 | 2023 | 2024 | 2025 | Karriere |
| --------------- | ---- | ---- | ---- | ---- | ---- | ---- | ---- | ---- | -------- |
| Australian Open | —    | —    | 1    | Q2   | 2    | 3    | 3    | 1    | 3        |
| French Open     | Q1   | Q1   | Q1   | Q2   | 2    | 2    | 3    | AF   | AF       |
| Wimbledon       | —    | Q2   |      | 1    | 2    | 1    | 2    | 1    | 2        |
| US Open         | Q1   | Q3   | —    | 2    | 1    | 1    | 3    |      | 3        |

Zeichenerklärung: S = Turniersieg; F, HF, VF, AF = Einzug ins Finale / Halbfinale / Viertelfinale / Achtelfinale; 1, 2, 3 = Ausscheiden in der 1. / 2. / 3. Hauptrunde; Q1, Q2, Q3 = Ausscheiden in der 1. / 2. / 3. Qualifikationsrunde; nicht ausgetragen